# 楊洋影視作品列表
主要列舉中國內地男藝人楊洋參與演出的晚會演出、微電影、短劇、網絡作品及參演MV等。截至今日，楊洋曾出演22部電視劇作品，7部電影作品，以及3部固定綜藝節目。

## 大型晚會／文藝演出
| 播出年份 | 播出日期 | 播放頻道 | 晚會／活動名稱                             | 表演項目                         | 合作藝人                                               |
| 2016     | 2月15日  | 湖南衛視 | 《2016湖南衛視跨年演唱會》                 | 歌曲《安心的溫柔》               | 不適用                                                 |
| 2016     | 2月7日   | 央視     | 《2016年中國中央電視台春節聯歡晚會》       | 合唱歌曲《父子》                 | 佟鐵鑫                                                 |
| 2018     | 2月15日  | 央視     | 《2018年中國中央電視台春節聯歡晚會》       | 合唱歌曲《我的春晚我的年》       | 王凱                                                   |
| 2018     | 12月31日 | 湖南衛視 | 《2018湖南衛視跨年演唱會》                 | 歌曲《就像是Idol》、《愛的力量》 | 不適用                                                 |
| 2021     | 11月4日  | CCTV6    | 《潮起中國非遺煥新夜》                     | 非遺守護人                       | 不適用                                                 |
| 2022     | 2月2日   | 騰訊視頻 | 《中國夢‧我的夢—2022中國網絡視聽年度盛典》 | 合唱歌曲《煙火星辰》             | 迪麗熱巴                                               |
| 2022     | 2月2日   | 騰訊視頻 | 《中國夢‧我的夢—2022中國網絡視聽年度盛典》 | 合唱歌曲《中國夢‧我的夢》        | 迪麗熱巴、肖戰、任嘉倫、楊冪、宋茜、黃軒、周深、宋軼等 |

## 微電影
| 年份 | 日期     | 作品                  | 备注                 |
| 2015 | 12月25日 | 《百草味演吃会》      | 百草味微电影         |
| 2016 | 1月23日  | 《寻年传说》          | 康师傅贺岁微电影     |
| 2016 | 3月14日  | 《治愈之岛》          | 娇兰微电影           |
| 2016 | 5月20日  | 《茉等花开》          | 康师傅茉莉系列微电影 |
| 2016 | 5月20日  | 《我的VR男友》        | 飘柔微电影           |
| 2016 | 7月11日  | 《我是你的咩咩Phone》 | OPPO微电影           |
| 2016 | 11月2日  | 《衣Q博士的微微一笑》 | 碧浪微电影           |
| 2016 | 11月8日  | 《穿越笑倾城》        | 苏宁微电影           |
| 2017 | 1月10日  | 《小人国奇幻之旅》    | OPPO新春微电影       |
| 2017 | 5月20日  | 《茉莉之恋》          | 康师傅茉莉系列微电影 |
| 2017 | 5月26日  | 《爱向死而生》        | 倩女幽魂微电影       |
| 2017 | 6月29日  | 《守护不放手》        | 高露洁微电影         |
| 2018 | 5月20日  | 《音为茉莉 真情告白》 | 康师傅茉莉告白微电影 |
| 2018 | 12月27日 | 《摘星者》            | 百事可乐微电影       |
| 2019 | 5月20日  | 《清新茉莉 多点花样》 | 康师傅茉莉告白微电影 |
| 2019 | 9月28日  | 《70年，我是主角》    | 献礼微电影           |
| 2020 | 1月21日  | 《归心》              | 奔驰贺岁微电影       |

## 短剧
| 年份 | 日期    | 剧名         | 角色   | 备注                   |
| 2009 | 10月3日 | 红楼梦水景秀 | 贾宝玉 | 大型水上芭蕾情景剧     |
| 2010 | 7月2日  | 街角的电话亭 | 不適用 | 中国新导演扶持项目     |
| 2022 | 1月10日 | 開始         | 盧定一 | 新浪微博“最美表演”短片 |

## 網路作品
| 年份 | 名稱              | 角色   | 導演   |
| 2011 | 《杨洋X死亡笔记》 | L      | 由     |
| 2011 | 《疯狂办公室》    | 刘新杰 | 许美君 |

## 参演MV
| 發行年份 | 發行日期 | 合作藝人                                               | 歌曲名稱                          |
| 2010     | 不適用   | 林申                                                   | 《许我一个红楼梦》                |
| 2014     | 不適用   | 欧豪、胡夏、段博文                                     | 《We Wish You A Merry Christmas》 |
| 2015     | 不適用   | 欧豪、胡夏                                             | 《放心去飞》                      |
| 2015     | 9月9日   | 不適用                                                 | 《安心的温柔》                    |
| 2016     | 不適用   | 佟铁鑫                                                 | 《父子》                          |
| 2017     | 6月22日  | 欧豪、马思纯、关晓彤、陈飞宇、欧阳娜娜、邹元清、张诚航 | 《给17岁的自己》                  |